# Manifeste des Bahutu
 (mars 2025).
Si vous disposez d'ouvrages ou d'articles de référence ou si vous connaissez des sites web de qualité traitant du thème abordé ici, merci de compléter l'article en donnant les références utiles à sa vérifiabilité et en les liant à la section « Notes et références ».
Le 24 mars 1957 est publié le Manifeste des Bahutu dont le titre original est Note sur l’aspect social du problème racial indigène au Rwanda. Ce document d’une dizaine de pages, rédigé par neuf intellectuels hutu et adressé au vice-gouverneur général du Rwanda, dénonce « l’exploitation » dont sont victimes les Hutu, en réponse au Manifeste des Tutsi dont le titre original était Mise au point et qui était adressé à la Mission de Visite de l'ONU de passage au Rwanda.
Ce Manifeste est publié dans un pays où les Tutsi (qui représentent 14 % de la population rwandaise) exercent une domination politique sur les Hutu (83 % de la population). Cette domination est permise par la croyance, partagée par tout le monde, selon laquelle les Tutsi seraient des Ibimanuka, des « descendus du ciel », qui auraient apporté les principes de la civilisation aux Hutu, les « Trouvés sur place ». Sous l’impulsion de l’Église catholique romaine, en la personne de Monseigneur Perraudin, les élites hutu bénéficient d’un travail progressif de « conscientisation » qui va les amener à se penser en tant qu’égaux des Tutsi et vouloir s’émanciper de la tutelle de ces derniers. Enfin, la Belgique s’est engagée le 13 décembre 1946 par un accord signé avec l’ONU à mener le Ruanda-Urundi vers l’indépendance. Certaines mesures prises doivent favoriser un processus démocratique. L’une d’elles, le 1er avril 1954, consiste en la suppression de l’ubuhake, un contrat de servage pastoral très défavorable aux Hutu. Mais dans la réalité, cette réforme n’est pas suivie du partage des terres. La portée limitée de cette mesure a donc pu, peut-être, contribuer à une prise de conscience plus rapide des Hutu de leur infériorité sociale. C’est dans ce contexte qu’est publié le Manifeste des Bahutu qui peut apparaître comme le point de départ de l’action politique des Hutu. Il se traduit par des revendications sociales apparemment modérées et par une radicalisation de l’opposition Hutu-Tutsi.

## Des revendications modérées en apparence
Le 24 mars 1957, neuf intellectuels hutu prennent la parole pour exprimer des revendications sociales en apparence modérées.
Le Manifeste des Bahutu est rédigé par neuf intellectuels engagés : Maximilien Niyonzima, Grégoire Kayibanda, Claver Ndahayo, Isidore Nzeyimana, Calliope Mulindaha, Godefroy Sentama, Sylvestre Munyambonera, Joseph Sibomana et Joseph Habyarimana. Ces Hutu sont des chrétiens engagés. En effet, la plupart d’entre eux sortent du séminaire. Kayibanda, Nzeyimana et Habyarimana ont même reçu une formation qui les destinait à la prêtrise. De surcroît, Kayibanda et Niyonzima sont rédacteurs au journal Kinyamateka, le journal officiel de l’Église et le seul véritable organe de presse du Rwanda. Enfin, Mulindahabi est secrétaire à l’évêché de Kabgayi et dirige, avec Kayibanda, l’Action catholique.
 À priori, les revendications sociales qu'ils expriment sont modérées. Elles ont pour but « l’émancipation du Rwanda intégral », la « promotion intégrale et collective du peuple » : ces expressions suggèrent l’idée qu’une partie du peuple rwandais, les Hutu, se trouvent dans une position inférieure de laquelle ils doivent sortir, d’où l’utilisation des termes « promotion » et « émancipation ». Quant aux adjectifs « intégral » et « collective », ils emportent l’idée, modérée, que ce sont tous les Rwandais qui se trouveront sur un pied d’égalité : les Hutu ne doivent pas remplacer les Tutsi dans un nouveau rapport de domination. D’ailleurs, les auteurs affirment clairement que la motivation qui les a poussés à rédiger ce Manifeste est « une volonté constructive et un sain désir de collaboration ».
Les revendications sociales et politiques se trouvent dans la troisième partie du Manifeste. Celui-ci est en effet structuré en trois axes : le premier est intitulé « Objections prétextées contre la promotion muhutu », le deuxième « En quoi consiste le problème racial indigène ? » et le troisième « Proposition de solutions immédiates ». Cette troisième partie est aussi la plus développée du Manifeste. Les auteurs ont regroupé leurs revendications égalitaires en quatre grandes catégories. « La première solution est un “esprit” » déclarent-ils : l’idée défendue ici est que les élites ne se trouvent pas seulement chez les Tutsi mais aussi au sein des Hutu. La deuxième catégorie de revendications se situe aux « points de vue économique et social » : les auteurs demandent la suppression des corvées, « la reconnaissance légale de la propriété foncière individuelle », un « Fonds de crédit rural » afin de développer les « initiatives rurales ». La liberté d’expression est classée dans cette catégorie de revendications. Les demandes d’ordre « politique » constituent le troisième groupe de revendications : les auteurs veulent que « lois et coutumes soient codifiés », « la promotion des Bahutu aux fonctions publiques », la « composition du Conseil du pays par les députations de chefferies  », et cela « sans exclure les Européens » : en effet, les Européens qui se sont installés définitivement au Rwanda ont des intérêts à défendre. Ainsi, dans cette troisième catégorie de revendications sont défendues l’égalité des droits et l’égalité devant la loi pour tout le monde, y compris les Européens. La quatrième catégorie de revendications concerne « l’instruction » : l’enseignement et l’octroi de bourses d’études doivent être surveillés, doit être admis dans l’enseignement supérieur « le plus grand nombre possible » de personnes, l’enseignement artisanal, professionnel et technique doit être développé et il est important d’exercer « à un métier manuel les enfants n’accédant pas au stade secondaire ». Sont donc défendues ici l’égalité des chances et la possibilité pour tout le monde de réussir.
Enfin, à ces revendications s’ajoute le refus de la suppression des documents officiels des mentions « hutu » et « tutsi » dans la mesure où, selon les auteurs, cette mesure empêcherait « la loi statistique de pouvoir établir la vérité les faits » : en d’autres termes, ces mentions permettent aux Hutu de montrer leur force démographique et de prouver ainsi qu’ils sont majoritaires au Rwanda.
Ainsi, les revendications exprimées dans le Manifeste des Bahutu semblent assez modérées. Néanmoins, derrière ces revendications est posée la question Hutu-Tutsi.

## Le colonisateur tutsi pire que l’européen
Le problème Hutu-Tutsi qui est posé dans ce Manifeste constitue une radicalisation de l’opposition entre Hutu et Tutsi.
Il est d’abord soulevé par l’opposition qui est faite entre deux blocs, l’un dominant, l’autre dominé. Le titre original du Manifeste fait état d’un « problème ». Le mot est repris dans le texte dans deux expressions : le « problème fondamental mututsi-muhutu » et « un problème si grave ». La deuxième partie définit le « problème » comme étant un « monopole politique [du Tutsi] qui devient un monopole économique et social ; monopole politique, économique et social qui […] parvient à être un monopole culturel ». Les Hutu apparaissent donc comme exploités par les Tutsi.
Dans le Manifeste, le Hutu est toujours considéré comme inférieur et dominé par le Tutsi. Ainsi, le « monopole » des Tutsi se fait « au grand désespoir des Bahutu qui se voient condamnés à rester d’éternels manœuvres subalternes ». D’autres expressions traduisent la même idée : « l’infériorité économique imposée au muhutu », « les fonctions systématiquement subalternes où ils [les Hutu] sont tenus », les Hutu sont « dans une situation éternellement inférieure ». Cette position de soumission dans laquelle sont les Hutu peut aussi être vue comme une position de dépendance. À ce titre, une métaphore récurrente est utilisée par les auteurs pour traduire cette notion de dépendance : il s’agit de la métaphore de la remorque. « La méthode de la remorque “blanc-hamite-muhutu” est à exclure », « le système de remorquage », « la remorque hamite traditionnelle », « la remorque du Mututsi » et « Il est difficile de démontrer la nécessité de remorquer perpétuellement le muhutu au hamite » sont autant d’occurrences donnant clairement l’image d’un Hutu incapable, dépendant, pas autonome et soumis au Tutsi.
Un thème important qui est développé dans le Manifeste est celui du colonialisme tutsi. Ainsi, les auteurs du texte font référence à une histoire erronée qui fait des Hutu des victimes de colonisateurs tutsi (voir ethnisme au Rwanda). Ainsi lit-on l’expression de « colonialisme à deux étages » : sont ainsi évoqués le colonialisme européen et le colonialisme tutsi. Des expressions encore plus significatives peuvent être relevées : « La réflexion comme celle-ci est encore courante : “Sans l’Européen nous serions voués à une exploitation plus inhumaine qu’autrefois” » peut-on lire ; « des deux maux il faut choisir le moindre » — c’est-à-dire le colonialisme européen — ; enfin est évoqué « un colonialisme pire du hamite sur le Muhutu ». Non seulement les Tutsi sont présentés comme des colonisateurs mais en plus ils apparaissent comme pire que les Européens. La référence à une histoire tronquée qui repose sur l’idée d’un colonialisme tutsi est donc ici évidente. Elle sert les auteurs qui veulent présenter les Hutu comme victimes d’une « exploitation » des Tutsi.
Ainsi, en développant l’idée que les Hutu se trouvent relégués à une position inférieure aux Tutsi, les auteurs du Manifeste parviennent à opérer une distinction entre deux blocs distincts : dominants/dominés, colonisateurs/colonisés, voire « remorqueurs »/« remorqués ». Mais la question Hutu-Tutsi n’est pas posée seulement en ces termes.
Elle est surtout soulevée en termes de race. Le titre original est clair : il évoque un « problème racial ». Dans le Manifeste même, nous relevons une dizaine d’occurrences des termes « race », « raciste » ou « racial ». En témoignent par exemple les expressions « monopole politique dont dispose une race, le mututsi », « monopole du hamite sur les autres races » et « monopole raciste ». En outre, il est possible de dénombrer treize occurrences des termes « hamite » ou « hamitisation ». Ces expressions sont utilisées par les auteurs pour désigner les Tutsi. En effet, selon l'historiographie officielle, ces derniers seraient originaires du Haut Nil. L’usage de ces mots insiste donc sur les supposées origines éthiopiennes des Tutsi et permet ainsi de bien les différencier des Hutu : ces derniers sont d’origine bantu tandis que les Tutsi ne le sont pas. D’un côté se trouvent les Hutu, de l’autre les Tutsi. Les auteurs font une distinction entre deux blocs, entre deux populations. La distinction Hutu-Tutsi repose donc sur des bases raciales. C’est ainsi que Bernard Lugan peut parler du Manifeste des Bahutu comme d’un « manifeste d’essence “racialiste” ».
Ce Manifeste des Bahutu est donc un texte radical car il opère une distinction entre deux blocs bien définis. Mais surtout il adopte une conception raciste et c’est pourquoi l’opposition Hutu-Tutsi va se radicaliser. En effet, la situation ne pourra plus évoluer pacifiquement dans la mesure où la différence entre les Hutu et les Tutsi est d’ordre raciale : les positions sont donc forcément incompatibles.

## Un Manifeste qui crée une fracture durable
En conclusion, les revendications exprimées font du Manifeste des Bahutu un texte a priori modéré. Cependant, la distinction nette faite entre les Hutu et les Tutsi entraine une radicalisation de l'opposition entre eux, car elle repose sur une base raciale. Ce Manifeste peut donc bien être considéré comme le point de départ de l’action politique des Hutu. Certains de ses auteurs fondent d'ailleurs des partis politiques dans les mois qui suivent sa publication : en juin, Kayibanda crée le Mouvement social muhutu (devenu le Parmehutu en 1959), et en novembre Habyarimana fonde l’Association pour la promotion sociale de la masse (APROSOMA).
Le Manifeste est perçu par les Tutsi comme une provocation puisqu’il fait état de deux peuples différents vivant au Rwanda, alors que jusqu’alors tous les habitants du pays étaient considérés comme les sujets du mwami (le roi du Rwanda). Ce dernier va même jusqu’à déclarer le 12 juin 1958, lors du Conseil supérieur du pays (CSP) : « Il n’y a pas de problème Hutu-Tutsi ». Mais désormais, la question Hutu-Tutsi est posée. Et les thèmes développés par le Manifeste (colonialisme tutsi, exploitation des Hutu, domination d’une race…) sont ceux sur lesquels s’accomplira le génocide de 1994.